# Rhamphomyia ecetra
Rhamphomyia ecetra är en tvåvingeart som beskrevs av Walker 1849. Rhamphomyia ecetra ingår i släktet Rhamphomyia och familjen dansflugor. Inga underarter finns listade i Catalogue of Life.